# Origine
Pour les articles homonymes, voir origine (homonymie).
 (février 2021).
L'origine (du latin origo, « la source ») est au premier abord le moment initial de l'apparition d'une chose, c'est-à-dire la naissance historique de cette chose, le commencement de cette chose.